# Combertault
Combertault település Franciaországban, Côte-d’Or megyében. Lakosainak száma 539 fő (2022. január 1.). Combertault Ruffey-lès-Beaune, Sainte-Marie-la-Blanche, Beaune, Levernois és Meursanges községekkel határos.

## Népesség
A település népességének változása:
| Lakosok száma | 118  | 185  | 223  | 447  | 559  | 565  | 553  | 529  | 520  | 539  |
|               | 1968 | 1982 | 1990 | 2006 | 2013 | 2015 | 2017 | 2019 | 2020 | 2022 |